# Тевс, Андреас
Андреас Тевс (нем. Andreas Tews, родился 11 сентября 1968, Росток, ГДР) — немецкий боксёр-любитель, олимпийский чемпион и чемпион Европы среди любителей, призёр Олимпийских игр и чемпионата Европы.

## Спортивная карьера

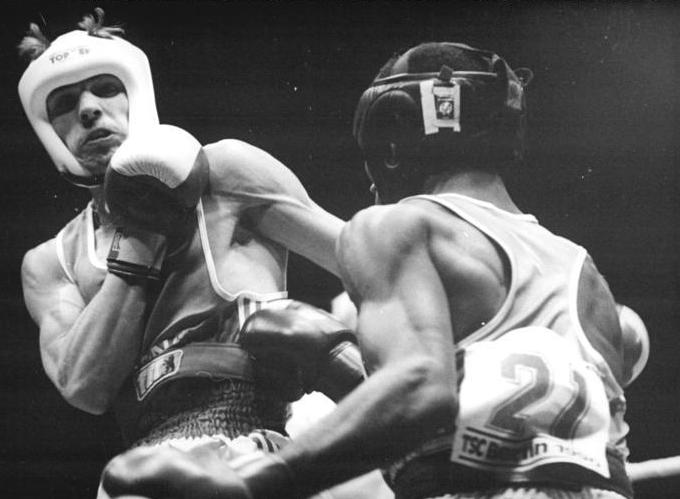
Андреас Тевс (слева) против Энрике Карриона (Куба), 1990 год

Принял участие в Олимпийских играх в Сеуле (1988), где завоевал серебряную медаль.

В наилегчайшем весе в турнире участвовало 44 человека. Допускалось участие одного представителей от каждой страны.
 
В олимпийском финале Андреас Тевс боксировал против хозяина соревнований южнокорейского боксера Ким Гван Сона, которому он проиграл годом ранее в финале Кубка мира в Белграде. Бой стал классическим противостоянием двух разных стилей, восточногерманский боксер действовал на дальней дистанции, а его соперник пытался прорваться через защиту противника и наносить силовые удары со средней дистанции и в ближнем бою. Несмотря на то, что компьютерный подсчёт впоследствии показал, что за весь бой Тевс имел 87 точных попаданий против 67-и у его соперника, 4 судей из 5 (единственным исключением был американский судья) дали победу боксёру из Южной Кореи.
Результаты на Олимпийских играх 1988 (вес до 51 кг):

В первом круге был свободен

Победил Ван Вейпина (Китай) по очкам

Победил Яноша Варади (Венгрия) по очкам

Победил Бенаиссу Абеда (Алжир) по очкам

Победил Марио Гонсалеса (Мексика) по очкам

Проиграл Ким Гван Сону (Республика Корея) по очкам

Принял участие в Олимпийских играх в Барселоне (1992), где завоевал золотую медаль.

В полулегком весе в турнире участвовал 31 человека. Допускалось участие одного представителей от каждой страны.
 
Фаворитом турнира считался чемпион мира 1991 года, чемпион Европы 1989 года Киркор Киркоров из Болгарии. Андреас Тевс встретился с ним уже в первом круге и одержал победу. В дальнейшем немецкий боксер дошел до финала, в котором со счётом 16-7 победил 17-летнего испанского боксёра Фаустино Рейеса и стал олимпийским чемпионом.
Результаты на Олимпийских играх 1992 (вес до 57 кг):

Победил Киркора Киркорова (Болгария) по очкам

Победил Джамеля Лифа (Франция) по очкам

Победил Парк Дук-Кью (Республика Корея) по очкам

Победил Хосина Солтани (Алжир) по очкам

Победил Фаустино Рейеса (Испания) по очкам